# Campylopus funalis
Campylopus funalis là một loài rêu trong họ Dicranaceae. Loài này được Schwägr. Brid. mô tả khoa học đầu tiên năm 1819.